# Monte Spann
Il Monte Spann (in lingua inglese: Mount Spann) (in lingua spagnola: Pico Santa Fe) è una montagna antartica, alta 925 m, che demarca l'estremità settentrionale delle Panzarini Hills e dell'Argentina Range, all'estremità nordorientale dei Monti Pensacola, in Antartide. 
Il monte è stato scoperto e fotografato il 13 gennaio 1956 nel corso di un volo transcontinentale nonstop dai membri dell'Operazione Deep Freeze I  della U.S. Navy in volo dal Canale McMurdo al Mar di Weddel e ritorno. 
La denominazione è stata assegnata dall'Advisory Committee on Antarctic Names (US-ACAN), in onore di Robert C. Spann, sergente scelto degli United States Marine Corps (USMC), navigatore del Lockheed P2V Neptune, l'aereo utilizzato per il volo transcontinentale del 1956.